# Ryszard Kucjas
Ryszard Kucjas (ur. 7 grudnia 1922 w Rybniku, zm. 22 listopada 1994 w Hanowerze) – polski gimnastyk, olimpijczyk z Helsinek 1952, zawodnik Górnika Radlin.
Mistrz Polski w ćwiczeniach na kółkach (1948) i w skoku przez konia (1954) oraz medalista mistrzostw Polski w wieloboju: srebrny (1948, 1954) i brązowy (1949, 1950, 1953). Uczestnik mistrzostw świata 1954 roku, gdzie zajął w wieloboju drużynowym 11. miejsce, a w indywidualnym 70.
Uczestnik igrzysk olimpijskich w Helsinkach gdzie zajął:
- 13. miejsce w wieloboju drużynowym
- 89. miejsce w ćwiczeniach wolnych
- 102. miejsce w ćwiczeniach na kółkach
- 115. miejsce w ćwiczeniach na poręczach
- 118. miejsce w wieloboju indywidualnym
- 119. miejsce w ćwiczeniach na drążku
- 128. miejsce w skoku przez konia
- 155. miejsce w ćwiczeniach na koniu z łękami